# Чернышёва, Любовь Павловна
Любовь Павловна Чернышёва (в замужестве — Григорьева; 17 сентября 1890, Петербург — 1 марта 1976, Ричмонд, Великобритания) — артистка балета и педагог русского происхождения.

## Творческая биография
Любовь Павловна Чернышёва родилась в 1890 году в Петербурге в семье запасного рядового лейб-гвардии Семёновского полка. В. И. Карлик уточнил дату рождения — 15 (27) сентября. Окончила Петербургское театральное училище в 1908 году как ученица М. М. Фокина. Обучалась в одном классе с Б. Ф. Нижинской. С 1908 по 1911 год танцевала в Мариинском театре. С 1911 участвовала в Русских сезонах, с 1912 жила за границей, была солисткой труппы Русский балет Дягилева с 1916 по 1929 год. Покинула Россию вместе с семьёй (мужем и сыном) в 1916 году. Танцевала в постановках М. М. Фокина, Л. Ф. Мясина, Дж. Баланчина, Д. Лишина, Б. Ф. Нижинской. После смерти Сергея Дягилева и распада его труппы, выступала сначала в Русском балете Монте-Карло, затем в Оригинальном русском балете полковника де Базиля (1932—1952). 
Всегда работала в одних труппах с мужем, С. Л. Григорьевым, совместно с которым возобновляла работы различных балетмейстеров, в том числе балеты М. М. Фокина «Сильфиды», «Жар-птица» и «Петрушка» для театров Ла Скала и Балет Сэдлерс-Уэллс (1954—1957). 
Педагогическая деятельность Чернышёвой началась с 1926 года в труппе Дягилева по рекомендации Чекетти. Преподавала начиная с 1938 года, с 1955 года как педагог лондонской труппы Балет Сэдлерс-Уэллс, позднее ставшей школой Королевского балета Ковент Гарден.
Умерла 1 марта 1976 года в Ричмонде, где и была похоронена.

## Репертуар
Танцевала в постановках балетмейстеров: 
Балеты Михаила Фокина
- Зобеида, «Шехеразада» на музыку Римского-Корсакова
- Клеопатра,  «Клеопатра» на музыку Аренского
- Тамара,  «Тамара» на музыку Балакирева
- Кьярина,  «Карнавал» на музыку Шумана

Балеты Леонида Мясина
- Констанца,  «Женщины в хорошем настроении» на музыку Скарлатти
- Пруденца,  «Пульчинелла» на музыку Стравинского
- «Стальной скок» на музыку Прокофьева
- «Русские сказки» на музыку Лядова

Балеты Джорджа Баланчина
- «Аполлон Мусагет» на музыку Стравинского
- «Боги-нищие» на музыку Генделя

Балеты Давида Лишина
- Франческа,  «Франческа да Римини» на музыку Чайковского

Балеты Брониславы Нижинской
- «Свадебка» на музыку Стравинского
- Орфиза,  «Докучные» на музыку Орика
- Лоретка,  «Лани» на музыку Пуленка